# Uroplata auriculata
Uroplata auriculata is een keversoort uit de familie bladkevers (Chrysomelidae). De wetenschappelijke naam van de soort werd in 1943 gepubliceerd door Uhmann.